# Dziób samolotu

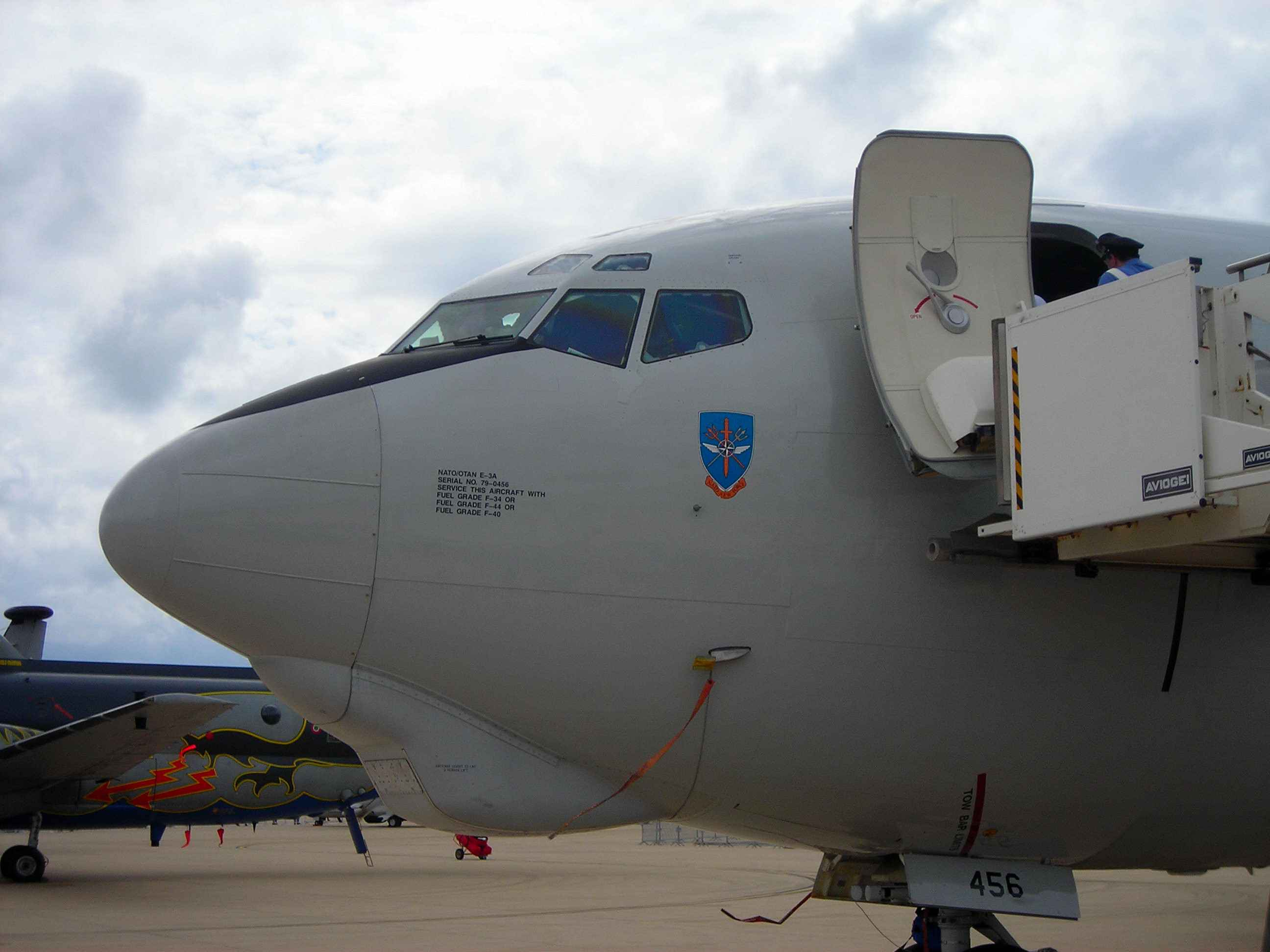
Dziób samolotu

Dziób samolotu – część kadłuba samolotu wysunięta najbardziej do przodu, tworząca aerodynamicznie wyprofilowany opływ dla strug powietrza. Jego kształt uwarunkowany jest przeznaczeniem samolotu, napędem samolotu i prawami aerodynamiki. Dziób samolotu najczęściej płynnie przechodzi w kadłub, a jego poszycie zewnętrzne w celach eksploatacyjnych jest otwieralne. 
W samolotach pasażerskich i transportowych w dziobie samolotu bardzo często umieszcza się anteny meteorologicznych stacji radiolokacyjnych i inne urządzenia awioniczne zaś w samolotach wojskowych (bojowych) antenę stacji radiolokacyjnej wraz ze stacją i inne urządzenia awioniczne. Na części zewnętrznej dziobu umieszcza się odbiorniki ciśnień i temperatury w postaci wysuniętej rurki, gromadzące informacje dla przyrządów pokładowych. W bojowych samolotach odrzutowych starszych generacji dziób stanowił centralnie umieszczony wlot powietrza.